# Jeux des îles de l'océan Indien 2019
Navigation
Édition précédente Édition suivante
La dixième édition des Jeux des Îles de l’océan Indien (JIOI), événement sportif généralement organisé tous les quatre ans, ont lieu du 19 au 28 juillet 2019 à l'île Maurice. Après la 2e édition en 1985 et la 6e édition en 2003, la république de Maurice accueille la dixième édition des Jeux des Îles de l’océan Indien, selon la décision du Conseil International des Jeux (CIJ).
Cette dixième édition coïncide avec le 40e anniversaire de ces Jeux, qui regroupent sept îles de l’océan Indien, soit Madagascar, La Réunion, Seychelles, Maldives, Comores, Mayotte et Maurice.

## Organisation de l'événement

### Attribution des jeux
La tenue des Jeux des îles devait se tenir aux Comores, mais en octobre 2015 le CIJ a décidé de retirer l'attribution comorienne. L'absence de représentants comoriens aux réunions d'organisation, le boycott du pays lors des JIOI 2015 et la crainte du CIJ de ne pas voir les infrastructures prêtes à temps sont les raisons qui font que Maurice a été finalement choisie au détriment des Comores.

### Implication du gouvernement mauricien
Depuis l’attribution de l’organisation de ces Jeux à Maurice, le gouvernement mauricien a mis un budget considérable pour la préparation des athlètes, la rénovation des infrastructures sportives qui accueilleront les compétitions et entraînements ainsi que la construction d’un complexe multisports aux normes internationales, à Côte d’Or.
Le ministre de la Jeunesse et des Sports, Stephan Toussaint, a d’ailleurs fait ressortir, lors du lancement du site web du Comité d’Organisation des Jeux des Îles (COJI), jeuxdesiles2019.com, que «la réussite de ces Jeux repose non seulement sur le gouvernement et les sportifs, mais sur tout un chacun».
Au niveau de l’organisation, le bureau du comité d’organisation des Jeux (COJI) a déjà été mis en place. Le secrétariat général a été confié à Sada Vuddamalay, qui est le commissaire de ces Jeux. Ancien directeur des Sports au ministère des Sports, et ancien secrétaire général de la Mauritius Football Association (MFA), Sada Vuddamalay est un homme d’expérience en matière du sport mauricien, du sport régional et continental, pour avoir déjà siégé sur plusieurs instances de la Confédération Africaine de Football (CAF). En 1985, lors de l’organisation de la 2e édition des JIOI, il a été responsable du commissariat et a assisté le commissaire général Yves Fanchette dans sa tâche.
Le secrétariat général compte plusieurs sous-comités, qui œuvrent à faire de ces 10es Jeux une édition historique. Le Chief Executive Officer (CEO), Jean-Pierre Sauzier, ancien sportif champion en 1983, a déclaré ceci : «Mes responsabilités demeurent avant tout une mission patriotique qui est celle d’unir et de réunir le peuple de l’océan Indien à travers le sport», «Ces Jeux sont une occasion extraordinaire pour raviver la flamme chez les Mauriciens. Ils vont créer un élan patriotique digne d’un grand événement»[réf. nécessaire].

### Composition du COJI 2019
- Président : Stephan Toussaint
- 1er vice-président : Mubarak Boodhun
- 2e vice-président : Philippe Hao Thyn Voon
- Directeur exécutif : Jean-Pierre Sauzier
- Secrétaire général : Sarah Rawat-Currimjee
- Trésorier : Giandev Moteea
- Assistante-trésorière : Nasreen Nobeebux
- Commissaire général : Sada Vuddamalay
- Membres : Pillay Samoo Nagalingum et Vivian Gungaram

## Sports aux programmes
Quatorze disciplines ont été retenues pour ces Jeux de 2019.
- Athlétisme (incluant le handisport)
- Badminton
- Basket-ball
- Boxe
- Cyclisme
- Football
- Haltérophilie
- Judo
- Natation (incluant le handisport)
- Rugby à 7
- Tennis de table
- Volley-ball
- Beach-volley
- Voile

## Infrastructures

### Village des jeux
Les organisateurs veulent marquer le coup pour cette nouvelle édition. Une des innovations sera un village des Jeux éclaté. Ainsi, contrairement à ce qui a toujours été fait au cours des précédents Jeux des Îles, l’édition 2019 sera dépourvue d’un village des Jeux.
À la place, les organisateurs vont loger les athlètes, membres du corps arbitral, entraîneurs et autres membres des délégations, dans de luxueux hôtels. Cette mesure est prise par les organisateurs dans le but de rendre les Jeux de 2019 inoubliables et mémorables, tout en offrant des Jeux cinq étoiles aux athlètes. Les établissements choisis constituent le fleuron de l’hôtellerie du pays.
La majorité des hôtels où seront logées les délégations se situent dans le Nord de l’île, cela afin de faciliter leur déplacement pour les entraînements et afin que les sportifs puissent se rendre rapidement sur les sites de compétition. L’autre partie de la délégation sera hébergée sur la côte ouest de Maurice, non loin des infrastructures sportives. Les sportifs participant à cette 10e édition auront tout le confort voulu.

### Sites des compétitions

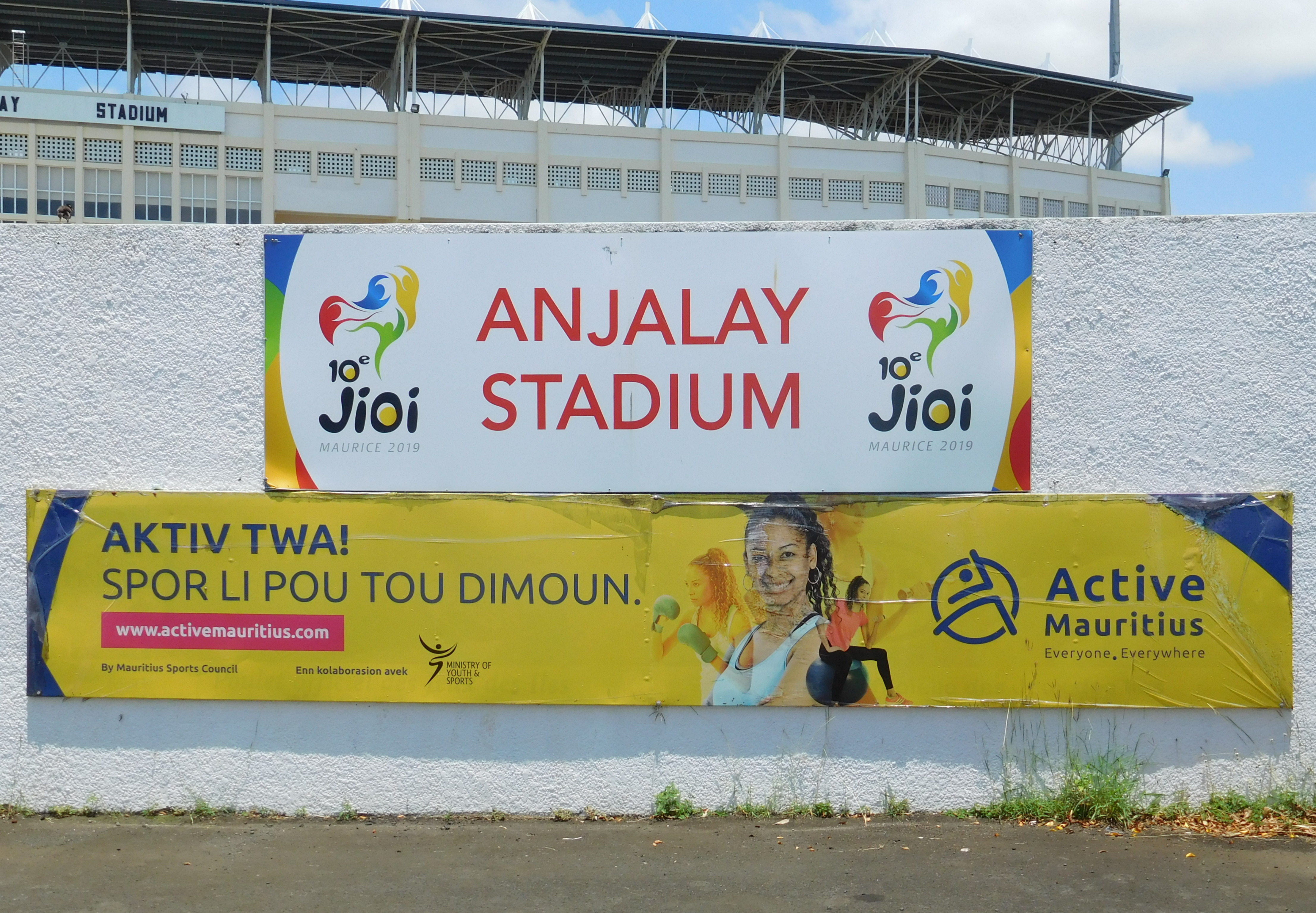
Un des sites de compétition de la JIOI 2019: Stade Anjalay

C’est au stade Anjalay à Belle-Vue qu'auront lieu les cérémonies d’ouverture et de fermeture.
15 infrastructures ont été sélectionnées pour accueillir les compétitions.
| Sites                              | Villes      | Sports          |
| ---------------------------------- | ----------- | --------------- |
| Stade Germain Comarmond            | Bambous     | Athlétisme      |
| Centre national de badminton       | Rose-Hill   | Badminton       |
| Gymnase de Phoenix                 | Phoenix     | Basket-ball     |
| Centre national de boxe            | Vacoas      | Boxe            |
| Stade Anjalay                      | Belle-Vue   | Football        |
| Stade Germain Comarmond            | Bambous     | Football        |
| Le stade George V                  | Curepipe    | Football        |
| Le Centre national d’haltérophilie | Vacoas      | Haltérophilie   |
| Dojo de Grande-Rivière-Nord-Ouest  |             | Judo            |
| Complexe sportif de Côte d’Or      | Côte-d'or   | Natation        |
| Le Complexe sportif de Médine      | Médine      | Rugby à 7       |
| Centre National de tennis de table | Beau-Bassin | Tennis de table |
| Gymnase Pandit Sahadeo             | Vacoas      | Volley-ball     |
| Beach volley Arena                 | Mont Choisy | Beach-volley    |
| Plan d’eau de Grand-Baie           | Grand-Baie  | Voile           |

## Participants

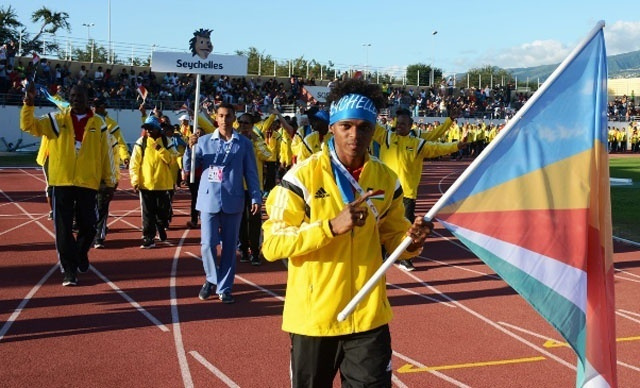
La délégation des Seychelles aux Jeux

Il y a 7 participants à ces Jeux des îles :
- Comores
- La Réunion
- Madagascar
- Maldives
- Mayotte
- Maurice
- Seychelles

Un temps prévu dans les discussions, le  Sri Lanka ne participera pas.

### Doutes sur la venue de la délégation réunionnaise
En juillet 2018, la fédération de La Réunion émet des doutes sur sa venue à Maurice car le budget alloué à la préparation pour les Jeux des îles, en baisse de 30%, est décrié par les comités sportifs locaux. Malgré cela, en 2019, La Réunion confirme sa venue aux JIOI 2019.

## Tableau des médailles
Le tableau suivant présente le bilan par nation des médailles obtenues lors de ces Jeux:
| Rang | Nation     | Or | Argent | Bronze | Total |
| ---- | ---------- | -- | ------ | ------ | ----- |
| 1    | Maurice    | 91 | 74     | 50     | 215   |
| 2    | Madagascar | 49 | 45     | 31     | 125   |
| 3    | La Réunion | 43 | 57     | 69     | 169   |
| 4    | Seychelles | 28 | 31     | 47     | 106   |
| 5    | Maldives   | 3  | 3      | 6      | 12    |
| 6    | Mayotte    | 2  | 1      | 12     | 15    |
| 7    | Comores    | 1  | 2      | 11     | 14    |

      Pays organisateur 